# Kleinbahn im Rheinpark
| Der zweite „Westernzug“ unterwegs |                     |                                          |                                          |
| Streckenlänge: | 2 km                |                                          |                                          |
| Spurweite: | 600 mm (Schmalspur) |                                          |                                          |
| |                     |                                          |                                          |
| \| \| \| \| \| \| \| \| Tanzbrunnen \| \| \| \| \| Fußgängerbrücke Spielplatz / Große Wiese \| \| \| \| \| Fußgängerbrücke Rosengarten \| \| \| \| \| Rosengarten (zuvor Bf) \| \| \| \| \| Hintereinfahrt Depot \| \| \| \| \| Depot (2-gleisig) \| \| \| \| \| Ein-/Ausfahrt Depot \| \| \| \| \| Thermalbad \| \| \| \| \| \| \| |                     |                                          |                                          |
| Strecke von links · Strecke mit Straßenbrücke quer · Strecke von rechts |                     |                                          |                                          |
| Bahnhof · Strecke geradeaus |                     | Tanzbrunnen                              | Tanzbrunnen                              |
| Strecke mit Straßenbrücke · Strecke |                     | Fußgängerbrücke Spielplatz / Große Wiese | Fußgängerbrücke Spielplatz / Große Wiese |
| Strecke · Strecke mit Straßenbrücke |                     | Fußgängerbrücke Rosengarten              | Fußgängerbrücke Rosengarten              |
| Strecke · Haltepunkt / Haltestelle |                     | Rosengarten (zuvor Bf)                   | Rosengarten (zuvor Bf)                   |
| Abzweig geradeaus und ehemals nach links · Strecke von rechts (außer Betrieb) · Strecke |                     | Hintereinfahrt Depot                     | Hintereinfahrt Depot                     |
| Strecke · Betriebs-/Güterbahnhof Strecke bis hier außer Betrieb · Strecke geradeaus |                     | Depot (2-gleisig)                        | Depot (2-gleisig)                        |
| Abzweig geradeaus und von links · Strecke nach rechts · Strecke |                     | Ein-/Ausfahrt Depot                      | Ein-/Ausfahrt Depot                      |
| Strecke · Haltepunkt / Haltestelle |                     | Thermalbad                               | Thermalbad                               |
| Strecke nach links · Strecke quer · Strecke nach rechts |                     |                                          |                                          |

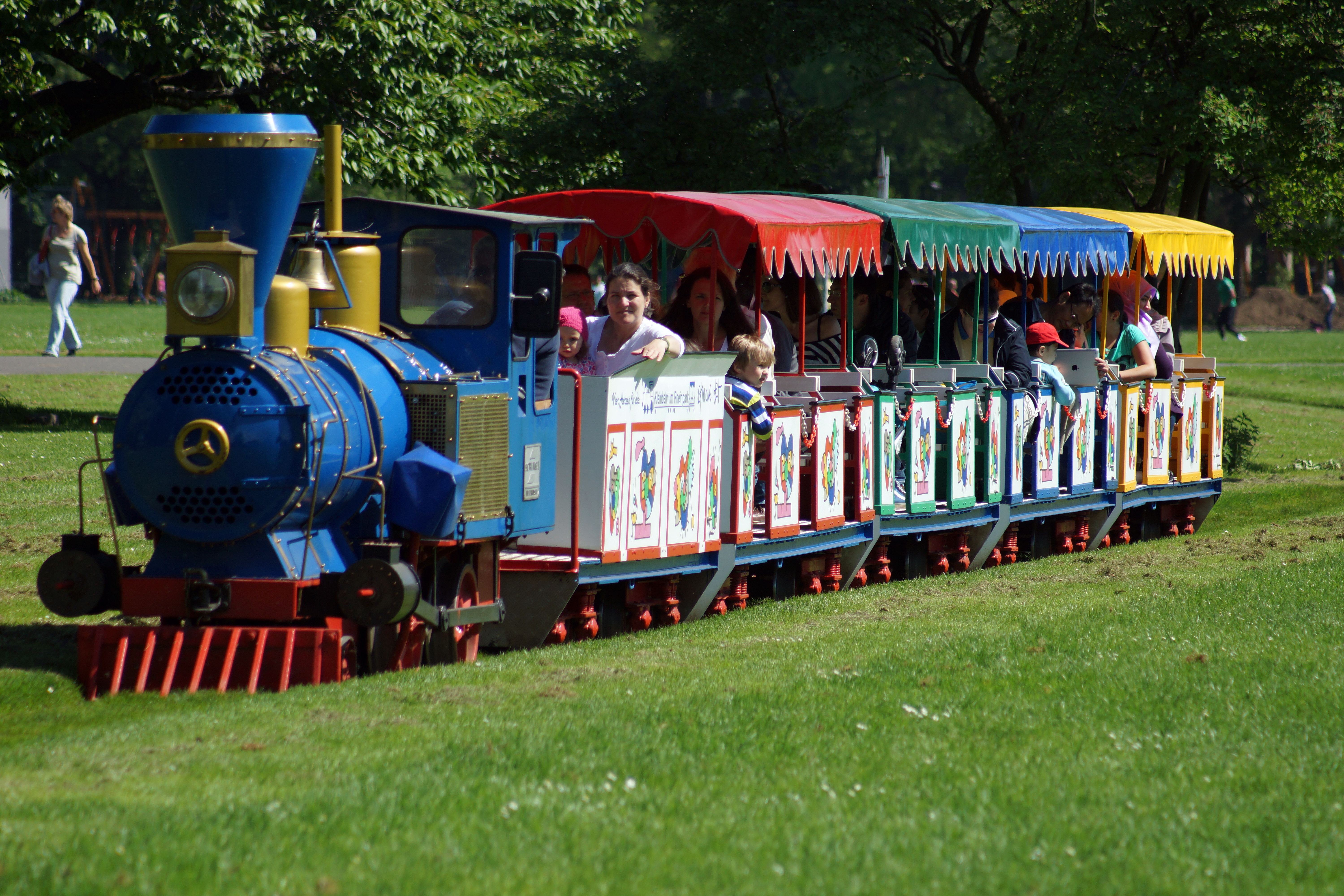
Die blaue Westernlok der "Kleinbahn" unterwegs auf der großen Wiese

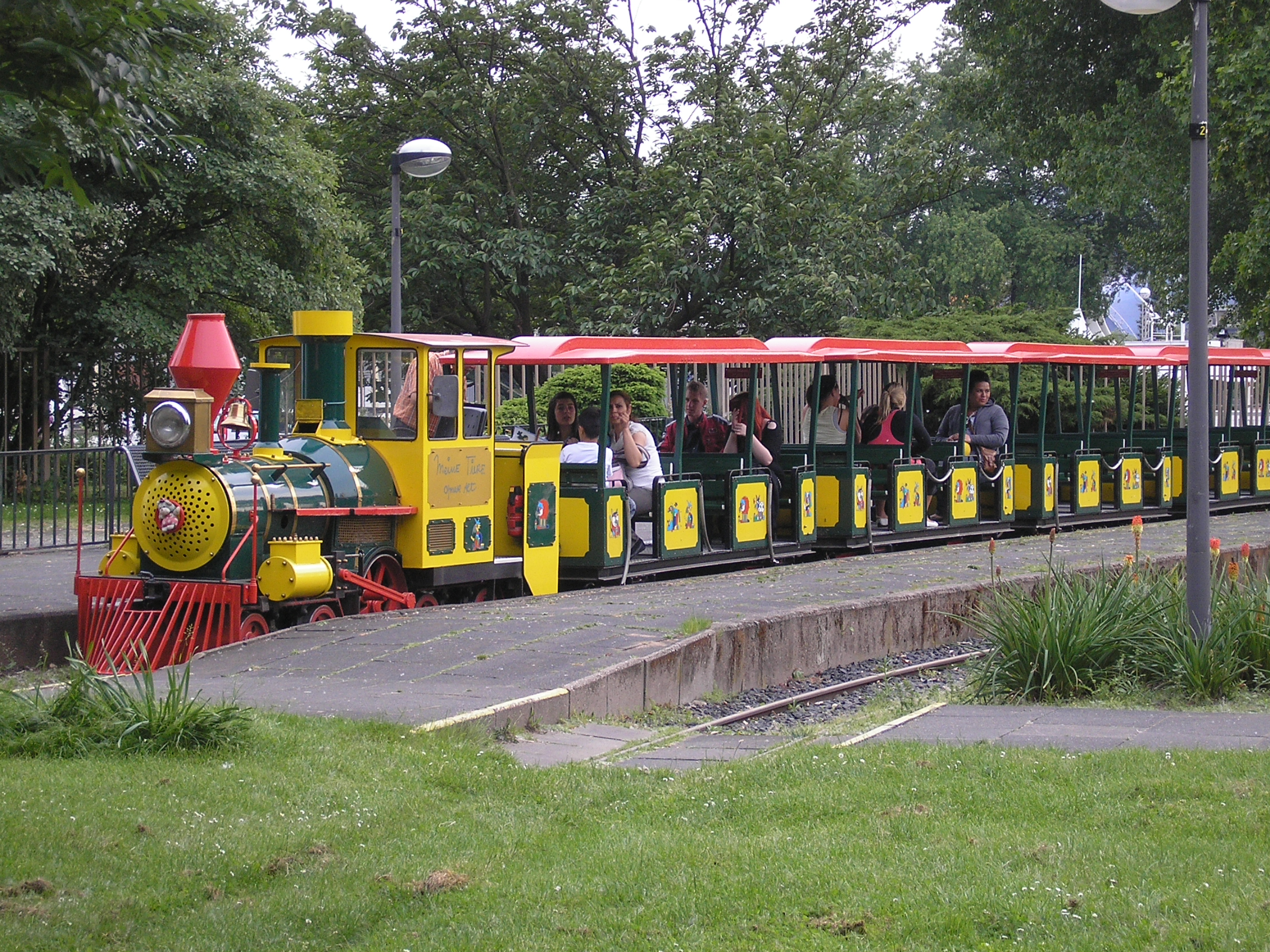
Der zweite "Westernzug" im Bahnhof Tanzbrunnen

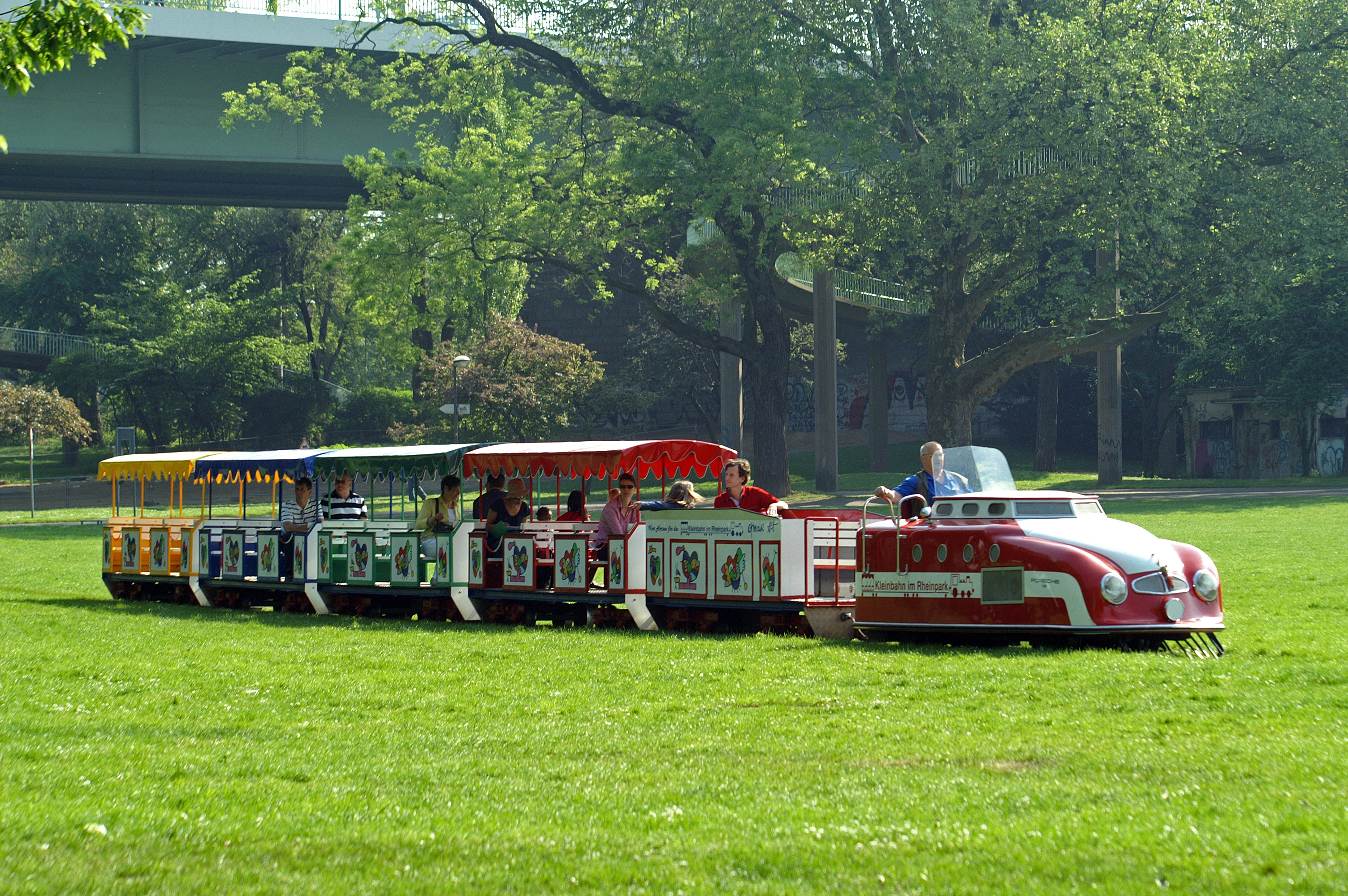
Die Porsche-Lokomotive im Einsatz (Ostern 2011)

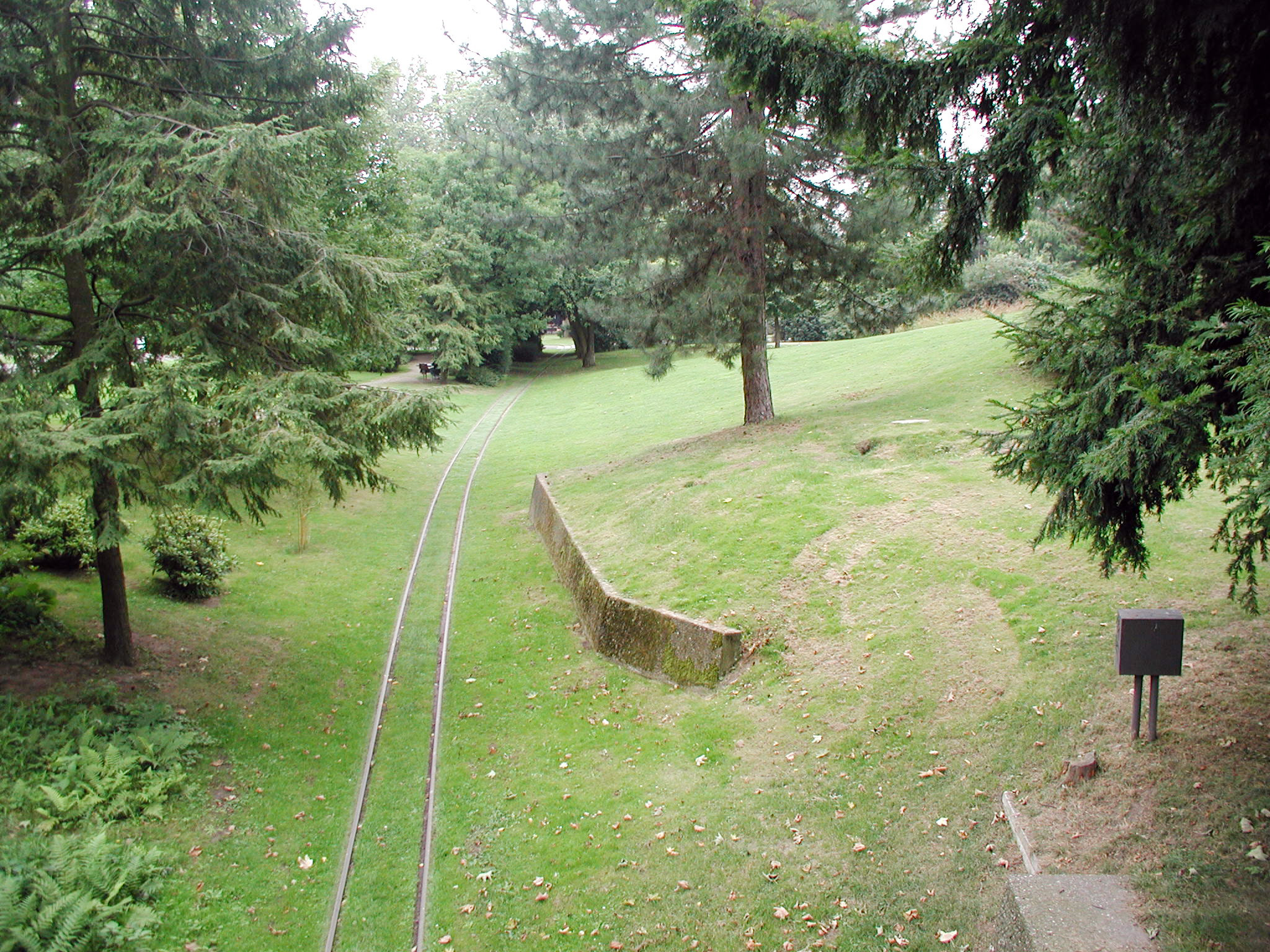
Strecke der Kleinbahn im ehemaligen Wallgraben

Die Kleinbahn im Rheinpark ist eine heute inhabergeführte Parkeisenbahn im Gelände der ersten und der zweiten Bundesgartenschau in Köln, welches heute als Park (Rheinpark) genutzt wird. Die heutige Bahn mit einer Spurweite von 600 mm wurde zur BUGA 1971 erbaut und verkehrt auf einem 2 km langen Rundkurs. Sie verkehrt bei gutem Wetter im 20-Minuten-Takt, bei schlechtem Wetter findet kein Fahrbetrieb statt.
Die heutige Parkeisenbahn ist dabei bereits die zweite Bahn im Rheinpark, da es schon zur BUGA 1957 eine Parkeisenbahn gegeben hatte.

## Strecke
Die etwa 2 Kilometer lange Strecke der „Kleinbahn“ besitzt einen zweigleisigen Bahnhof (Tanzbrunnen), zwei Haltepunkte (Thermalbad und Rosengarten), vier Weichen und 23 Bahnübergänge, führt unter zwei Fußgängerbrücken hindurch und besitzt ein zweigleisiges Depot. Am Haltepunkt Thermalbad, direkt vor der Claudius-Therme, liegt die Station Thermalbad. Am Haltepunkt Rosengarten befinden sich eine Kinder-Autoscooterbahn, der Kölner Jugendpark und eine Minigolfanlage. Hier lag einst auch eine Station des 2001 stillgelegten Rheinpark-Sessellifts. Der Bahnhof Tanzbrunnen liegt in der Nähe des großen Spielplatzes, den die Kleinbahn ohne Halt passiert, und direkt an der Veranstaltungsfläche „Tanzbrunnen“.

## Fahrzeuge
Im Einsatz bei der Kleinbahn sind:
- zwei Westernzüge (jeweils 5 Wagen mit einer amerikanischen Dampflok nachempfundenen Diesellok):
  - Westernzug 1: schwarz/rote Lok (Schöma, Fabr. Nr. 3590) und 5 Wagen (rot, blau, gelb, grün und schwarz) (1 offener Aussichtswagen und 4 geschlossene mit bunten Dächern).
  - Westernzug 2: rot/schwarze Lok (Schöma, Fabr. Nr. 4408) und 5 geschlossene Wagen (Farben gelb/grün/rot).

- eine Feldbahndiesellok (DIEMA DS 28, Fabr. Nr. 1827; Reservelok)

- eine Porschelok (Typ VWZ-600 – Baujahr 1959), Benzinlok mit Industriemotor Typ 616 der Firma Porsche, welche auch in der Frontform einem Porsche 356 sowie in Gesamtform und Lackierung einem TEE Triebzug nachempfunden ist. Die Lokomotive stammt aus dem Westfalenpark und verkehrt seit 2001 im Rheinpark. Das restaurierte Fahrzeug, angefertigt zwischen 1959 und 1971 von der Sollinger Hütte in Uslar bei Hannover, kommt nur bei besonderen Anlässen zum Einsatz.

## Geschichte
Bereits während der ersten Bundesgartenschau 1957 gab es im Rheinpark eine Parkeisenbahn mit einer Spurbreite von 381 mm und drei Dampfzügen von Krupp namens „Rosenkavalier“, „Männertreu“ und „Fleißiges Lieschen“, betrieben durch die KVB, welche internationales Aufsehen erregte. Die Züge hatten den Zweiten Weltkrieg im Lokschuppen der Köln-Frechen-Benzelrather Eisenbahn überstanden. Im Jahr darauf wurde der Betrieb aus Kostengründen wieder eingestellt, die Züge nach Großbritannien verkauft und die Gleise abgebaut. Das „Fleißige Lieschen“ läuft seit 1976 als „Black Prince“ bei der Romney, Hythe and Dymchurch Railway.
Zur zweiten Kölner Bundesgartenschau 1971 wurde die heutige Strecke mit der aktuellen Spurweite von 600 mm gebaut. Als Fahrzeuge dienten Porsche-Züge. Im Jahr darauf wurde die Kleinbahn privat verpachtet (Henry Escher KG) und die Porsche-Züge nach Dortmund verkauft. Für den Rheinpark wurde ein Westernzug der Firma Schwingel mit fünf Wagen erworben.
Im Jahr 1981 kaufte der Kölner Industriekaufmann Karlheinz Potrz den Westernzug und die dazugehörigen Anlagen (Depot mit Tankstelle, den Bahnhof und die Haltepunkte) von der Henry Escher KG und begann den Betrieb zu erweitern. Im Jahre 1985 kam die sog. DIEMA-Lok, welche zuvor als Feldbahnlok in einem Torfwerk verkehrte, als Reservelok und 1992 ein weiterer Westernzug hinzu. 1998 wurde dieser Zug mit Motiven der Grafikserie Meine Tiere von Otmar Alt neu lackiert.
Im September 2001 wurde eine der Porsche-Loks aus Dortmund angekauft, die bereits bei der Bundesgartenschau 1971 im Einsatz war. In mehr als 2000 Stunden wurde die Lokomotive wieder aufgearbeitet. Diese Lok fährt seitdem an Sonn- und Feiertagen und zu besonderen Anlässen auf der Kleinbahnstrecke durch den Rheinpark.

## Depot
Kurz vor dem Haltepunkt Thermalbad liegt das zweigleisige Depot der Kleinbahn, dessen Aussehen allerdings an eine lange Autogarage erinnert. Hier werden alle Fahrzeuge abgestellt, gewartet und repariert. An der Ein- und Ausfahrt des Depots befindet sich eine Zapfsäule zum Betanken der Lokomotiven. Bis ca. 2000 verfügte das Depot auch über eine hintere Einfahrt (Ersparnis des Rangierens), die jedoch bei der Modernisierung des Depots stillgelegt wurde. Sie liegt heute brach und ist bereits teilweise abgebaut.

## Fahrkarten
Eine Rundfahrt mit der Kleinbahn kostet 4,00 € für Erwachsene und 3,00 € für Kinder ab 2 Jahren, eine Fahrt auf einer Teilstrecke 2,50 €. Mittwochs ist Familientag, dann bezahlen Erwachsene und Kinder für eine Rundfahrt nur 2,50 €. Die Fahrkarten werden vom Lokführer verkauft. Am Bahnhof Tanzbrunnen gibt es zusätzlich einen Fahrkartenschalter, welcher allerdings nur am Wochenende besetzt ist.